# Mer de Corail
La mer de Corail est une mer bordière de l'Ouest de l'océan Pacifique. Elle est située entre les îles Salomon au nord, la Papouasie-Nouvelle-Guinée au nord-ouest, la côte nord-est de l'Australie à l'ouest, le parallèle  30°S au sud, l'atoll de Nokanhui, en Nouvelle-Calédonie, à l'est-sud-est, et Vanuatu à l'est-nord-est. Elle possède une chaîne d'îles inhabitées du même nom, les îles de la mer de Corail. Ces îles sont une propriété de l'Australie, administrée depuis Canberra par le Département australien de l'environnement. Seule l'île Willis est habitée (4 personnes en 2018).
La mer de Corail tire son nom de sa principale caractéristique, la Grande Barrière, qui est le plus grand récif corallien du monde.

## Localisation
L'Organisation hydrographique internationale détermine les limites de la mer de Corail de la façon suivante :
- Au nord : la côte sud de la Nouvelle-Guinée depuis le débouché du fleuve Bensbach jusqu'à Gadogadoa Island près de son extrémité sud-est (10° 37′ 52″ S, 150° 34′ 02″ E), le long de ce méridien jusqu'à la ligne des 100 brasses (183 m) et de là le long des bords méridionaux  d'Uluma Reef (11° 06′ 12″ S, 150° 58′ 30″ E) et de ceux s'étendant en direction de l'est jusqu'à la pointe sud-est de Lawik Reef (11° 43′ 30″ S, 153° 56′ 30″ E) au large de Tagula Island, de là une ligne jusqu'à l'extrémité sud de l'île Rennell (11° 52′ 53″ S, 160° 33′ 04″ E), aux .îles Salomon, puis depuis son extrémité est jusqu'au cap Surville (10° 50′ 14″ S, 162° 22′ 44″ E), l'extrémité orientale de San Cristobal Island (Salomon), de là à travers Nupani Island (10° 02′ 49″ S, 165° 43′ 01″ E), le Nord-Ouest des îles Santa Cruz, jusqu'à l'île la plus au nord des îles Duff (9° 45′ 32″ S, 167° 03′ 49″ E),
- Au nord-est : depuis l'île la plus au nord des îles Duff (9° 45′ 32″ S, 167° 03′ 49″ E), à travers ces îles jusqu'à leur extrémité sud-est, de là une ligne jusqu'à Méré Lava (14° 27′ 47″ S, 168° 02′ 53″ E), aux îles Vanuatu, et le long des côtes orientales de cet archipel jusqu'à Anatom (20° 08′ 09″ S, 169° 49′ 54″ E), de telle sorte que toutes les îles de cet archipel et les détroits les séparant soient inclus dans la mer de Corail,
- Au sud-est : une ligne reliant l'extrémité sud-est de Anatom Island jusqu'à Nokanhoui (22° 43′ 49″ S, 167° 34′ 15″ E), au large de l'extrémité sud-est de la Nouvelle-Calédonie, ensuite passant par la pointe est de Middleton Reef (29° 28′ 20″ S, 159° 07′ 10″ E) jusqu'à l'extrémité orientale d'Elizabeth Reef (29° 57′ 19″ S, 159° 04′ 31″ E) et descendant le long de ce méridien jusqu'au parallèle 30° Sud,
- Au sud : le parallèle 30° Sud,
- A l'ouest : depuis le fleuve Bensbach (9° 07′ 55″ S, 141° 00′ 58″ E) (Papouasie-Nouvelle-Guinée), une ligne jusqu’à l’extrémité nord-ouest de la péninsule du cap York (10° 56′ 41″ S, 142° 08′ 13″ E), puis la  côte est de l'Australie jusqu'au parallèle 30° Sud.

Elle contient le détroit de Torrès, situé entre l'Australie et la Nouvelle-Guinée, qui lui permet de communiquer avec la mer d'Arafura. Elle s'ouvre au nord sur la mer des Salomon.